# Condado de Ulloa de Monterrey
El condado de Ulloa de Monterrey es un título nobiliario español creado por Real Decreto el 25 de mayo de 1774 por el rey Carlos III de España a favor de Fernando María de Ulloa y Tordoya, regidor perpetuo de Mérida, alférez mayor de Valencia de Alcántara.

## Condes de Ulloa de Monterrey
|                               | Titular                             | Periodo                 |
| Creación por Carlos III       | Creación por Carlos III             | Creación por Carlos III |
| ----------------------------- | ----------------------------------- | ----------------------- |
| I                             | Fernando María de Ulloa y Tordoya   | 1774-                   |
| Rehabilitado por Alfonso XIII |                                     |                         |
| II                            | Joaquín Sanchíz de Quesada          | 1918-1941               |
| III                           | Miguel Sanchíz y Álvarez de Quindós | 1941-1959               |
| IV                            | María Isabel Sanchíz y Zuazo        | 1961-2018               |
| V                             | Luis Morenés y Sanchíz              | 2021-actual titular     |

## Historia de los condes de Ulloa de Monterrey
- Fernando María de Ulloa y Tordoya (n. Mérida, 28 de junio de 1742), I conde de Ulloa de Monterrey,[1] caballero de la Orden de Alcántara en 1766, alférez mayor de Valencia de Alcántara y regidor perpetuo de Mérida. Era hijo de Fernando Evaristo de Ulloa y Fernández y de Ana María de Tordoya y Maraver.[2]

Rehabilitado en 1918 por:
- Joaquín Sanchíz de Quesada  (Madrid, 20 de julio de 1868-Madrid, 30 de diciembre de 1949), II conde de Ulloa de Monterrey[1] y V marqués de Casa Saltillo.[3] Era hijo de José Sanchiz Castillo (1827-1901), caballero de la Orden de Montesa y general de Artillería, y de su esposa María Milagro Quesada y de la Vera, III marquesa de Casa Saltillo.[4]

Casó con María del Carmen Álvarez y González de Castejón (m. 1949). Le sucedió, en 1941, por cesión, su hijo:
- Miguel Sanchíz y Álvarez de Quindós (2 de marzo de 1906-Madrid, 15 de diciembre de 1959), III conde de Ulloa de Monterrey.[1][3]

Casó con Isabel Zuazo y Bernabéu. En 30 de diciembre de 1961, le sucedió su hija:
- María Isabel Sanchíz y Zuazo (m. en 2018), IV condesa de Ulloa de Monterrey.[1][5] En febrero de 2021, le sucedió su sobrino,[1] hijo de su hermana Silvia Sanchiz y Zuazo y de Luis de Morenés y Areces, III marqués de Bassecourt, XIX marqués de Argueso y XVIII conde de Villada, grande de España.[6]

- Luis Morenés y Sanchíz (n. San Sebastián, 24 de octubre de 1963), V conde de Ulloa de Monterrey[7] y XIX conde de Villada, grande de España.[6]